# Dinamarca en los Juegos Olímpicos de Los Ángeles 1932
Dinamarca estuvo representada en los Juegos Olímpicos de Los Ángeles 1932 por un total de 43 deportistas que compitieron en 9 deportes.  
El portador de la bandera en la ceremonia de apertura fue el esgrimista Axel Bloch.

## Medallistas
El equipo olímpico danés obtuvo las siguientes medallas:
| Nombre                                  | Deporte            | Competición            |
| --------------------------------------- | ------------------ | ---------------------- |
| Oro                                     |                    |                        |
| —                                       |                    |                        |
| Plata                                   |                    |                        |
| Henry Hansen Leo Nielsen Frode Sørensen | Ciclismo en ruta   | Ruta por eqs. M        |
| Svend Olsen                             | Halterofilia       | 82,5 kg M              |
| Abraham Kurland                         | Lucha grecorromana | 66 kg M                |
| Bronce                                  |                    |                        |
| Peter Jørgensen                         | Boxeo              | Semipesado (79,4 kg) M |
| Harald Christensen Willy Gervin         | Ciclismo en pista  | Tándem M               |
| Else Jacobsen                           | Natación           | 200 m braza F          |